# Domingos da Guia
Domingos Antônio da Guia (19. listopadu 1912, Rio de Janeiro – 18. května 2000, Rio de Janeiro) byl brazilský fotbalista, spolu s Leônidasem da Silvou první velká hvězda brazilské kopané. Hrával na pozici obránce.
S brazilskou fotbalovou reprezentací získal bronzovou medaili na mistrovství světa ve Francii roku 1938. FIFA ho později zařadila do all-stars týmu tohoto turnaje. Za národní tým odehrál celkem 30 utkání.
S Nacionalem Montevideo se stal mistrem Uruguaye (1933), s Boca Juniors mistrem Argentiny (1935).
Časopis Placar ho vyhlásil 40. nejlepším fotbalistou 20. století.
Měl přezdívku Divino Mestre. Jeho syn Ademir da Guia se stal rovněž úspěšným fotbalistou.